# 650.ª Divisão de Infantaria (Alemanha)
A 650ª Divisão de Infantaria (em alemão:650. Infanterie-Division) foi uma unidade militar que serviu no Exército alemão durante a Segunda Guerra Mundial.

## Comandantes
| Comandante                 | Data                                    |
| -------------------------- | --------------------------------------- |
| Generalmajor Georgi Zverev | ? de março de 1945 - ? de abril de 1945 |

## Área de operações
| Alemanha | de março de 1945 - abril de 1945 |